# Carcelia thalpocharidis
Carcelia thalpocharidis là một loài ruồi trong họ Tachinidae.